# Carrie op Vrijdag
Carrie op Vrijdag is een Nederlands praatprogramma van Omroep MAX dat vanaf 6 september 2024 wordt uitgezonden op televisiezender NPO 1, gepresenteerd door Carrie ten Napel. Het wordt live uitgezonden vanuit het clubhuis van de voetbalclub IJsselmeervogels in Spakenburg. Er is publiek en een live band bĳ onder leiding van Nick Bult aanwezig.

## Opbouw uitzending
Elke uitzending begint met de cold open waar een hoofdgast met Ten Napel afzonderlijk aankondigen wat er in de uitzending van die dag staat te verwachten. Er komen verschillende verhalen van diverse gasten aan bod. In het rubriek Club van de Week staat een club, vereniging of stichting in Nederland centraal waar ook hun verhaal wordt verteld. De uitzendingen worden afgesloten met een live optreden van de Nick Bult-band.

## Studio
De locatie waar de uitzendingen van het programma plaatsvindt is voornamelijk in de kantine van de voetbalclub V.V. IJsselmeervogels in Spakenburg. In de ruimte is een bar en er is ruimte voor de huisband. Op meerdere plekken staan tafels met zitplekken voor de gasten en het publiek.
Elke uitzending begint met een hoofdgast die vanaf de commentaarplek van het voetbalveld, aankondigt wat er in de uitzending staat te komen.